# Хохлинський
Хохлинський (рос. Хохлинский) — гірський потік в Україні, у Сколівському районі Львівської області у Галичині. Правий доплив Опору, (басейн Дністра).

## Опис
Довжина потоку приблизно 3,53 км, найкоротша відстань між витоком і гирлом — 3,28  км, коефіцієнт звивистості потоку — 1,08 . Потік тече у гірському масиві Сколівські Бескиди (зовнішня смуга Українських Карпат).

## Розташування
Бере початок з-під гори Марадиків (857,5 м). Тече переважно на північний захід понад горою Ялинки (911,9 м) і у селі Лавочне впадає у річку Опір, праву притоку Стрию.

## Цікавий факт
- У селі Лавочне гід гирла потоку на відстані 167,80 м розташована станція Лавочне[2].